# Що таке фашизм і як з ним боротися
«Що таке́ фаши́зм і як з ним боро́тися» (англ. Fascism: What It Is and How To Fight It, в інших виданнях — англ. The Struggle Against Fascism in Germany) — збірка 1971 року, що ґрунтується на працях революціонера Лева Троцького про походження фашизму, містить його ранні застереження щодо нацистської Німеччини, погляди на Комінтерн і тактичну підтримку єдиного фронту.

## Історичний контекст
|                                                                                                  | Соціалістичне будівництво в СРСР, хід іспанської революції, розвиток передреволюційної ситуації в Англії, майбутнє французького імперіалізму, доля революційного руху в Китаї та Індії — усе це прямо й безпосередньо залежить від питання, хто переможе в Німеччині… Комунізм чи фашизм? |
| — Лев Троцький, 1931, Knei-Paz, Baruch (1978). The social and political thought of Leon Trotsky. | |

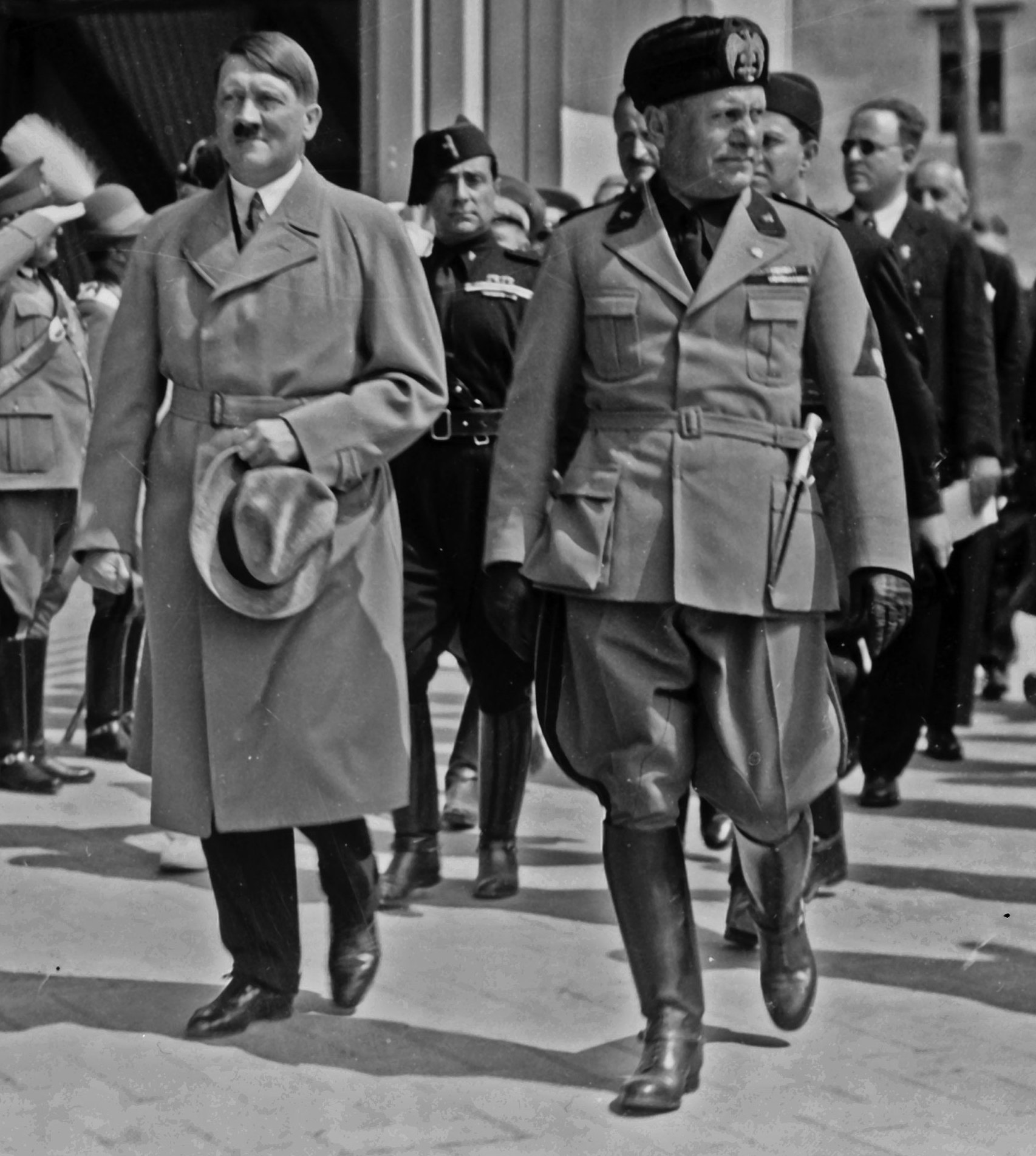
Фашистські лідери Гітлер і Муссоліні, 1934

Починаючи з 1920-х і 1930-х років, фашистські рухи поставали по всій континентальній Європі, але політичної зрілості вони досягли насамперед в Італії, Німеччині та Іспанії. Перебуваючи у вигнанні, Троцький продовжував вважати, що саме Німеччина залишатиметься головною ареною світової революції.
У червні 1928 року Комінтерн ухвалив рішення, що «розпад» капіталізму вступив у «третій період», що мало призвести до загострення класової боротьби та, як наслідок, до протистояння соціал-демократичним партіям. Соціал-демократичні партії тлумачилися як «соціал-фашистські» й, отже, визнавалися не менш небезпечними, ніж новонароджені фашистські партії. За словами Троцького, Комуністична партія Німеччини недооцінила Гітлера, коли стверджувала, що в разі його електорального успіху його легко можна буде усунути від влади.
Троцький різко критикував цю позицію вже з 1929 року. У березні 1930 року, напередодні вирішальних німецьких виборів, він опублікував «Відкритого листа» до ВКПБ, в якому попереджав про зростання загрози фашизму в Європі та нагальну потребу спільних дій соціалістів і комуністів. У наступні роки аж до 1933-го Троцький продовжував застерігати, що піднесення нацистської партії можна було зупинити лише правильними тактичними рішеннями й організаційними заходами. У своїй теоретичній концепції фашизму Троцький розглядав фашизм як головну загрозу робітничому руху через його соціальне коріння, яке перетворювало фашизм на нагальну, а не тимчасову небезпеку.
З тактичного погляду, Троцький вважав неможливим перемогти одночасно і соціал-демократію, і фашизм. Він наполягав, що єдиний фронт у формі тактичного союзу з соціал-демократами може нейтралізувати загрозу фашизму. Його біограф Ісаак Дойчер описував єдиний фронт як спільний пакт про дії між двома партіями без будь-якого ідеологічного примирення.
Водночас у 1931 році Троцький зазначив, що прихід фашизму до влади в Німеччині стане катастрофою для німецького комуністичного руху й означатиме неминучу війну проти СРСР. Троцький покладав особливу відповідальність за посилення фашистської загрози на Сталіна й радянську бюрократію. За словами російського історика Сергія Кудряшова, Троцький бачив це на прикладі чисток старих більшовиків, командного складу армії та постачання ресурсів Німеччині за радянсько-німецькими угодами. Троцький також розглядав зовнішню політику Сталіна як прояв його політичного цинізму, зазначаючи, що «в союзі з Гітлером і з ініціативи Гітлера Сталін вирішив отримати “гарантії проти Гітлера”».
Троцький стверджував, що сталінізм і фашизм — це різні інституційні системи, але політичні методи Сталіна й Гітлера мають багато спільного. На його думку, сталінська бюрократія була змушена впроваджувати деякі прогресивні заходи для збереження своїх позицій у робітничій державі, тоді як фашизм ґрунтувався на збереженні приватної власності.

## Теоретичне розуміння фашизму
Згідно з політологом Барухом Кней-Пазом, Троцький розглядав фашизм як політичну систему, що виникла в період «занепаду капіталізму». У цьому тлумаченні Троцький сприймав буржуазну демократію як таку, що чергується між мирним, реформістським втіленням і більш відверто примусовими, диктаторськими етапами в періоди розпаду.
Фашизм виник на тлі економічної та політичної нестабільності пізнього етапу, коли велика буржуазія уклала союз із дрібною буржуазією для протистояння пролетаріату. Основною соціальною базою фашизму стала розчарована дрібна буржуазія, тоді як велика буржуазія зберігала економічну владу.
Визначальною рисою теоретичної концепції Троцького було те, що фашистська держава прагнула ліквідації пролетаріату як соціальної сили — і саме це було головним мотивом усіх тоталітарних заходів, включно з гомогенністю, расизмом, націоналізмом і монокультуралізмом. Троцький бачив у бонапартистській тенденції нацизму його внутрішню й фатальну слабкість. Інакше кажучи, що більше політична влада спиралася на терор і відривалася від економічних чинників, то більше вона втрачала здатність розв'язувати соціальні проблеми.
Троцькістський економіст Ернест Мандель описував розуміння фашизму Троцьким як єдність шістьох складників. Поміж них: гостра соціальна криза пізнього капіталізму, наявність буржуазної парламентської демократії, руйнування соціоекономічних сил, ліквідація робітничого руху, відчуження дрібної буржуазії та історичне виконання інтересів монополістичного капіталу.

## Резюме
Збірка містить тексти Троцького від 1930 року, в яких він із тривогою оцінював загострення політичної ситуації в Німеччині. Він жорстко критикував лідера німецьких комуністів Ернста Тельмана, хитку стратегію Комінтерну щодо «національного комунізму» та їхню підтримку нацистського референдуму — так званого «червоного плебісциту». Також Троцький аналізував підготовчу роботу та практичну необхідність встановлення робітничого контролю над виробництвом як форми двовладдя в Німеччині й програмної основи Лівої опозиції.
У 1931 році Троцький детально розкрив концепцію єдиного фронту як організаційної стратегії, а також проаналізував наслідки «червоного плебісциту». Він пояснював провал цієї ініціативи націоналістичною орієнтацією сталінської бюрократії, яка хибно використовувала мову патріотизму, аби випередити нацизм у боротьбі за масову підтримку. Троцький також наводив емпіричні дані, які свідчили про стагнацію німецької компартії на тлі стрімкого зростання популярності нацистської партії та інших політичних сил у Рейхстазі.
У пізніших текстах про Німеччину (1932–1940) Троцький дедалі більше зосереджувався на поразці робітничого руху й бонапартистських елементах у німецькому контексті. Він пов'язував цю тенденцію з фігурами на кшталт Гінденбурґа та фон Папена, які використовували репресивний апарат армії й поліції для збереження соціальної рівноваги. У своїх пізніх працях Троцький аналізував природу новітнього різновиду фашизму. Головним у його підході було те, що фашизм, на відміну від бонапартизму, є унікальним явищем, яке постає з альянсу великої буржуазії, фінансового капіталу та дрібної буржуазії з метою радикального «розв'язання» класових суперечностей.

## Критика
Ряд дослідників, серед яких Роберт С. Вістріх, Едвард Карр, Сергій Кудряшов, Алек Нове, Самуель Кассов й Ернест Мандель, високо оцінили праці Троцького у збірці. Особливо підкреслювався пророчий характер його аналізу, концептуальну ясність і тривалу актуальність соціальних оцінок.
Кудряшов зазначав, що Троцький зробив низку влучних і застережливих прогнозів про фашизм. Зокрема, він вказував на його правильне передбачення радянсько-німецького пакту, спільної економічної угоди, змін позиції Комінтерну, політики Сталіна щодо Східної Європи та неминучості війни між Німеччиною та СРСР. Водночас він констатував, що Троцький помилився в тому, що Друга світова війна призведе до остаточного краху капіталізму й поширення революційного соціалізму в більшості країн світу. Крім того, Кудряшов вважав, що Троцький недооцінив силу та гнучкість сталінізму, який не лише не зруйнувався внаслідок війни, як того очікував Троцький, а, навпаки, зміцнив свій авторитет після перемоги над фашистською Німеччиною.
На думку Ісаака Дойчера, виклад і глибинний аналіз Троцького щодо становища в Німеччині, написані у 1930–1933 роках — ще до приходу Гітлера до влади, — «вирізняються холодною, клінічною оцінкою та передбаченням цього приголомшливого феномена соціальної психопатології та його наслідків для міжнародного робітничого руху, Радянського Союзу та світу». Теоретичне розуміння фашизму Троцьким також оцінюється позитивніше, ніж інші марксистські або соціал-демократичні інтерпретації фашизму.
Водночас політолог Барух Кней-Паз вважав, що аналіз Троцького був похідним від марксистської теоретичної схеми та, відповідно, обмежувався «надмірним насадженням» цієї моделі на німецький контекст. Він також зазначав, що Троцький перебільшував роль великого капіталу та недооцінював автономну роль Гітлера у здійсненні політичної влади — незалежно від конкретних фінансових інтересів — через створення незалежних політичних структур, таких як партія, бюрократія та апарат таємної поліції.